# Kikis expressbud (2014)
Kikis expressbud (japanska: 魔女の宅急便, Majo no takkyūbin, 'Häxans budfirma'?) är en japansk fantasyfilm från 2014. Den baseras på Eiko Kadonos böcker om den unga häxan Kiki och är regisserad av Takashi Shimizu. Filmen hade japansk biopremiär 1 mars 2014. 5 januari 2015 har filmen svensk biopremiär. Den har samma namn – både i Japan och i Sverige – som Hayao Miyazakis animerade film från 1989.

## Produktion
Till skillnad mot Hayao Miyazakis långfilm från 1989 är den här filmen inte tecknad. Enligt uppgift är den, i jämförelse med Miyazakis film, mer trogen Kadonos böcker. Dessutom täcker den även händelser från den andra boken – Kikis expressbud: den nya häxkonsten.

## Rollista
| Roll                    | Skådespelare           | Svensk röst               |
| ----------------------- | ---------------------- | ------------------------- |
| Kiki                    | Fūka Koshiba           | Marie Serneholt           |
| katten Jiji             | Minako Kotobuki (röst) | Mikaela Ardai Jennefors   |
| mamma Kokiri            | Rie Miyazawa           | Susanne Barklund          |
| pappa Okino             | Michitaka Tsutsui      | Andreas Nilsson           |
| Osono, bagarfru         | Machiko Ono            | Vanna Rosenberg           |
| Fukuo, hennes make      | Hiroshi Yamamoto       | Joakim Jennefors          |
| Tombo                   | Ryōhei Hirota          | Tom Ljungman              |
| Djurparksskötare Nazaru |                        | Leif André                |
| Kara Takami             |                        | Hanna Hedlund             |
| Sari                    |                        | Tyra Adolfsson            |
| Lilla Kiki              |                        | Alma Adolfsson            |
| Atchi                   |                        | Mikaela Tidemark          |
| Saki                    | Miho Kanazawa          | Mikaela Tidemark          |
| Morio                   |                        | Nick Atkinson             |
| Natsume                 |                        | Leon Pålsson Sälling      |
| Pojke med hängslen      |                        | Erik Wendt                |
| Kvinna på cykel         |                        | Linda Ulvaeus             |
| Radioreporter           |                        | Charlotte Ardai Jennefors |
| Mia (flicka med tofs)   |                        | Elvira Calmhede           |
| Ägare av Zoo            |                        | Roger Storm               |
| Veterinär               |                        | Joakim Jennefors          |
| Berättare               |                        | Irene Lindh               |

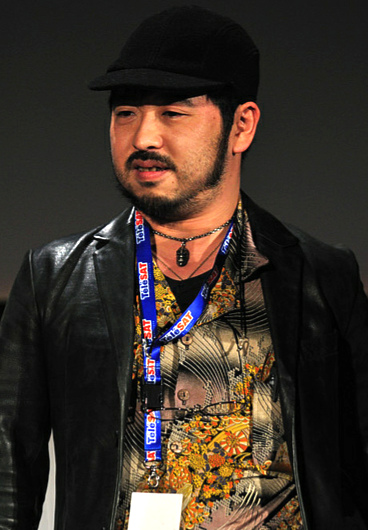
Takashi Shimizu, regissör för 2014 års Kikis expressbud.

- Övriga röster – Ruben Adolfsson, Alma Adolfsson, Charlotte Ardai Jennefors
- Översättning och regi – Charlotte Ardai Jennefors
- Svensk version producerad av Hippeis Media[6][7]

## Produktion och distribution
Huvudrollen spelas av 16-åriga Fūka Koshiba. Koshiba, som även håller på med konståkning, började sin skådespelarkarriär 2012 (i TV-serien Iki mo dekinai natsu) efter att året innan valts ut vid en audition med över 35 000 kandidater. Inför Kikis expressbud – hennes första långfilm – hade hon 500 andra medtävlare om rollen som Kiki. Tombo, pojken som Kiki träffar i böckerna och den första filmen, spelas av Ryohei Hirota, även han 16 år gammal. Hirota har dock en tioårig filmkarriär bakom sig och medverkade bland annat i 2009 års Goemon (baserad på 1500-talsbanditen/-ninjan Ishikawa Goemon).
Kikis expressbud hade premiär 1 mars 2014. Den var under premiärhelgen Japans tredje mest sedda biofilm, med 117 000 sålda biljetter (281 biografer). Filmen hade svensk premiär den 5 juni 2015, i dubbad version.